# Hubera korinti
Hubera korinti är en kirimojaväxtart som först beskrevs av Michel Félix Dunal, och fick sitt nu gällande namn av Chaowasku. Hubera korinti ingår i släktet Hubera och familjen kirimojaväxter. Inga underarter finns listade i Catalogue of Life.